# Fort Detroit

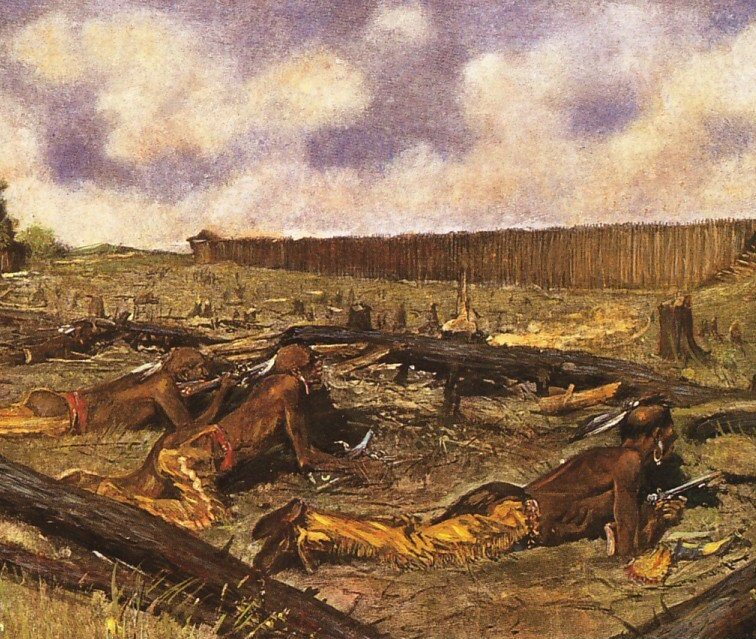
Belagerung von Fort Detroit 1763, Gemälde von Frederic Remington (1861–1909)

Fort Pontchartrain du Détroit (französisch für Festung Pontchartrain an der Meerenge) oder Fort Detroit war ein im Jahre 1701 vom französischen Offizier Antoine de la Mothe Cadillac errichtetes Fort, das bis 1796 bestand. Das Areal, auf dem sich früher das Fort befand, liegt heute in der US-amerikanischen Stadt Detroit, Michigan, zwischen der Larned Street, der Griswold Street und dem Civic Center.

## Hintergrund und Erbauung
Die Ursprünge Fort Detroits liegen in einer Siedlung am Detroit River, die errichtet wurde, um die Briten daran zu hindern, weiter in den Westen vorzustoßen und so den Franzosen die Monopolisierung des nordamerikanischen Pelzhandels zu ermöglichen. Bevor Cadillac Fort Detroit baute, war er Kommandant von Fort de Buade, einem anderen französischen Außenposten in Nordamerika. Das Fort de Buade wurde 1697 wegen Konflikten mit Religionsführern über den Alkoholhandel mit Indianern verlassen. Cadillac überzeugte in der Folge seine Vorgesetzten, ihn einen neuen Stützpunkt errichten zu lassen. Den Detroit River erreichte er am 23. Juli 1701.
Als er am Ort der Errichtung eintraf, hielt er eine Zeremonie ab, um in aller Form die Kontrolle über das Territorium zu übernehmen. Zu Ehren des Louis II. Phélypeaux de Pontchartrain (oder seines Sohnes Jérôme), Marineminister von König Ludwig XIV., nannte er die neue Ansiedlung Fort Ponchartrain du Detroit. Der Baubeginn des Lagerhauses und der Umwallung erfolgte unmittelbar, doch das erste fertiggestellte Bauwerk war die der heiligen Anna gewidmete St.-Anna-Kirche. Bald darauf war auch die aus 12 Fuß hohen Baumstämmen bestehende Palisade vollständig errichtet, in jeder Ecke befand sich ein Turm.

## Militärische Konflikte
Der erste größere Konflikt um Fort Detroit brach im März 1706 während der Abwesenheit Cadillacs aus. Mitglieder des Stammes der Ottawa hörten Gerüchte über einen geplanten Hinterhalt der Huronen. In der Folge wurden mehrere Miami von Ottawa-Angehörigen angegriffen und getötet. Die Miami flohen in das Fort und wurden von den Soldaten beschützt; als die Ottawa die Befestigung attackierten, wurden über 30 Angreifer getötet. Nach dem Gefecht schlugen die Miami zurück und griffen ein Dorf der Ottawa an.
Die Zahl der Opfer auf der Seite der Franzosen belief sich auf zwei, ein Priester und ein Sergeant, die sich außerhalb der Befestigung befanden und dort getötet wurden.
Während dieses Zwischenfalles stand das Fort unter dem Kommando von Étienne de Veniard, Sieur de Bourgmont. Bourgmont wurde für seine Handhabung des Konflikts kritisiert. Als Cadillac zurückkehrte, desertierten Bourgmont sowie einige Soldaten aus dem Fort. Cadillac gelang es 1709, einen der Deserteure gefangen zu nehmen; dieser sagte aus, die hungernden Deserteure hätten einen der Soldaten erschossen und dann verspeist.
Bourgmont blieb auf der Flucht und lebte mit den Indianern; er heiratete eine einheimische Frau und hatte auch ein Kind mit ihr. 1718 wurde er mit dem Saint-Louis-Orden dekoriert, weil er als erster Europäer den Missouri sowie den Platte River kartierte und es ihm gelang, die Indianerstämme zur Kooperation mit den Franzosen gegen die Spanier zu bewegen.
1712 wurde Cadillac abgesetzt und durch Jacques-Charles Renaud Dubuisson ersetzt. Dubuisson lud die Fox ein, sich um das Fort herum niederzulassen. Bei den ursprünglich in der Gegend siedelnden Stämmen dagegen waren die Fox nicht willkommen und so brach ein Kampf aus. Verärgert über den unfreundlichen Empfang, griffen über 1.000 Fox, Sauk und Mascouten das Fort an. Die Ottawa und die Huronen waren auf einem Kriegszug und konnten so den Franzosen nicht beistehen, doch Jean Baptiste Bissot, Sieur de Vincennes, Kommandant des französischen Außenpostens in Kekionga (heute Fort Wayne, Indiana) entsandte Hilfstruppen zum Fort. Bei den Ottawa wurden währenddessen die zurückgelassenen Jungen ausgesandt, um die Krieger einzuholen und zur Rückkehr zu bewegen. Als die Ottawa das Fort erreichten, flohen die Fox und ihre Verbündeten, die Ottawa konnten auf der Verfolgung viele Fox töten.

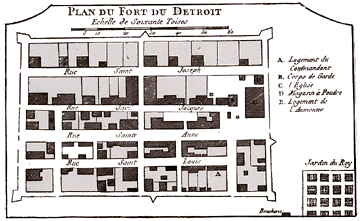
Lageplan von 1763

Einige Jahre später kam der Konflikt zwischen Engländern und Franzosen in Nordamerika im Franzosen- und Indianerkrieg zu seinem Höhepunkt. Detroit lag weit entfernt von den Hauptkampfgebieten und erlebte keinen Kampf. Am 29. November 1760, zwei Monate nach der französischen Kapitulation in Montreal, wurde Fort Detroit an den britischen Offizier Robert Rogers übergeben. Die britische Herrschaft wich in einigen wichtigen Punkten vom französischen Regiment ab: Die Briten verlangten höhere Steuern und konfiszierten Waffen von „unkooperativen“ Siedlern, während sie sich überhaupt weigerten, ihnen oder den Indianern Munition zu verkaufen. Dies begrenzte ebenso ihre Möglichkeit zur Jagd wie es ihnen wesentlich an Drohpotenzial nahm. Den Briten war auch die Pflege guter Beziehungen mit der indigenen Bevölkerung nicht sehr wichtig. 1763 sammelte Häuptling Pontiac von den Ottawas mehrere Stämme im Pontiac-Aufstand und versuchte am 7. Mai, Detroit von den Briten zu erobern. Der Aufstand scheiterte, da die Briten vorgewarnt wurden, doch das Fort wurde nun belagert. Die britische Streitkraft im Fort bestand aus 130 Soldaten mit zwei sechspfündigen Kanonen, einer dreipfündigen und drei Mörsern. Außerdem lag ein mit sechs Kanonen bestückter Schoner im Detroit River vor Anker. Zwei Monate nach Beginn der Belagerung, am 29. Juli 1763, gelang es den Briten, eine starke Entsatztruppe in das Gebiet zu bringen. Die Scharmützel in der Gegend (eingeschlossen die Schlacht am Bloody Run) hielten bis Mitte November an, als die letzten Indianer zerstreut wurden.
Auch während des Amerikanischen Unabhängigkeitskrieges war Detroit weit westlich des Hauptkampfgebiets. Die Hauptaufgabe des Forts war die Bewaffnung von Indianerstämmen, die amerikanische Siedlungen im Südosten angriffen. Amerikanische Revolutionäre, insbesondere George Rogers Clark, versuchten, eine Expedition nach Detroit aufzustellen, um diese Operationen zu unterbinden, doch es konnten nicht genug Männer ausgehoben werden. Dafür gelang es Clark, Henry Hamilton, den Gouverneur von Kanada und dienstältesten Offizier in Fort Detroit, gefangen zu nehmen. Während Hamilton gefangen gehalten wurde, begann Captain Richard B. Lernoult im Spätjahr 1778, eine neue Verteidigungsanlage einige hundert Yards südlich des alten Forts zu errichten. Es wurde am 3. Oktober 1779 Fort Lernoult genannt.
Am 11. Juli 1796 wurden Fort Detroit, Fort Lernoult und die umgebende Siedlung von den Briten an die Amerikaner übergeben. Es wird vermutet, dass nur das Fort Lernoult den Brand von 1805 überstand, der Detroit verwüstete; also sind wahrscheinlich keine Überreste von Fort Detroit erhalten.